# ŽNK Ilirija Ljubljana
Der ŽNK Ilirija Ljubljana war eine Frauen-Fußballmannschaft aus Ljubljana, Slowenien.
Die Mannschaft war in der Anfangszeiten des slowenischen Frauenfußballs einer der erfolgreichsten Vereine ihres Landes. Sie konnten viermal die Landesmeisterschaft gewinnen. Zweimal erreichten sie das Pokalfinale, unterlagen knapp ihren Gegner. Sie waren das erste Team, was an den UEFA Women’s Cup in der Saison 2001/02 teilnahm, dort aber ihren Gegner aus Moldawien deutlich unterlegen war. Bereits 2003/04 waren sie nicht mehr in der ersten slowenischen Liga vertreten.
- Meister Slowenien (4): 1994/95, 1996/97, 1997/98, 2000/01
- Pokalfinale (2): 1994/95 (gegen ŽNK Jarše) und 2000/01 (gegen ŽNK Rudar Škale)
- UEFA Women’s Cup Qualifikation 2001/02 gegen FC Codru Chișinău (0:9 - 0:9)